# Christiane Schmaltz

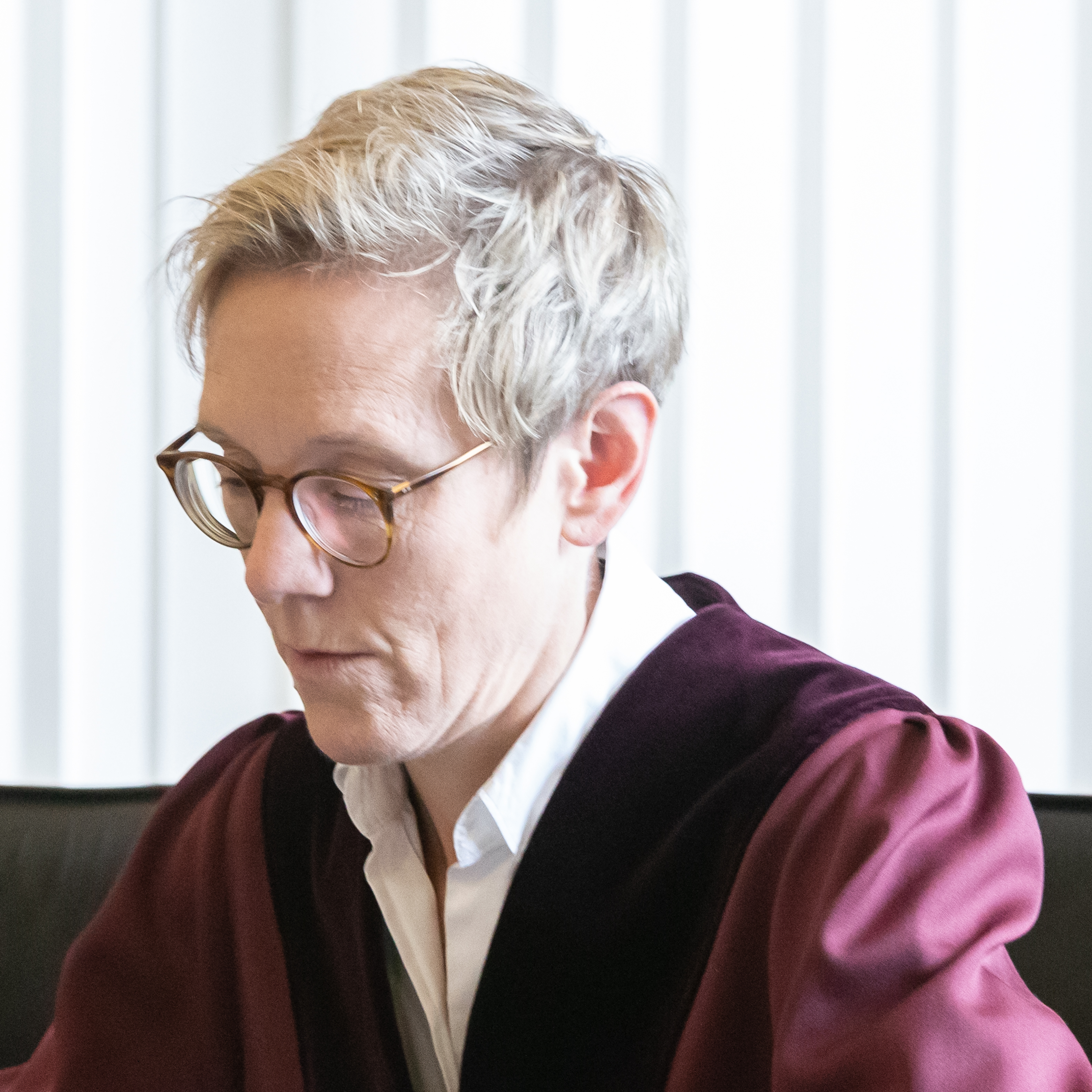
Christiane Schmaltz bei einer Verhandlung (2018)

Christiane Schmaltz (* 30. November 1970 in Hildesheim) ist eine deutsche Juristin und seit 1. Januar 2018 Richterin am Bundesgerichtshof. Zudem gehört sie seit März 2020 dem Schleswig-Holsteinischen Landesverfassungsgericht an.

## Beruflicher Werdegang
Schmaltz legte 1997 an der Universität Göttingen ihr Erstes Juristisches Staatsexamen ab. Nach dem Erwerb des Master of Laws an der University of Virginia 1999 wurde sie im Juli 2000 von der Universität Göttingen zur Dr. iur. promoviert. Nach Abschluss ihrer juristischen Ausbildung mit dem Zweiten Staatsexamen 2002 und einer etwa zweieinhalbjährigen Tätigkeit als Rechtsanwältin trat sie Ende 2004 in den höheren Justizdienst des Landes Schleswig-Holstein ein. 
Während ihrer Proberichterzeit war sie bei den Amtsgerichten Lübeck, Oldenburg in Holstein und Eutin sowie dem Landgericht Lübeck eingesetzt. Im August 2009 wurde sie zur Richterin am Amtsgericht Lübeck ernannt.
Von Januar 2009 bis Januar 2011 war sie dem Europäischen Gerichtshof für Menschenrechte (EGMR) in Straßburg als Rechtsreferentin zugewiesen. 2012 wurde sie von der Bundesrepublik Deutschland als ad-hoc-Richterin am EGMR benannt. Am 27. Juni 2019 wurde bei der Sitzung der Parlamentarischen Versammlung des Europarats die deutsche Richterin am Europäischen Gerichtshof für Menschenrechte gewählt, wobei Christiane Schmaltz der Juristin und Hochschullehrerin Anja Seibert-Fohr unterlag.
Von 2011 bis März 2015 war sie als wissenschaftliche Mitarbeiterin (von Susanne Baer) an das Bundesverfassungsgericht abgeordnet. Während dieser Abordnung, im Januar 2013, erfolgte ihre Beförderung zur Richterin am Oberlandesgericht Schleswig. Dort gehörte sie seit April 2015 einem Zivilsenat an.
Seit dem 1. Januar 2018 ist Christiane Schmaltz Richterin am Bundesgerichtshof. Das Präsidium des Bundesgerichtshofs hat sie dem vornehmlich für den gewerblichen Rechtsschutz und das Urheberrecht mit Ausnahme der technischen Schutzrechte, für das Wettbewerbsrecht, das Transportrecht, das Maklerrecht sowie für Rechtsstreitigkeiten über Schiedssprüche zuständigen I. Zivilsenat zugewiesen.
Am 18. März 2020 wählte der Landtag von Schleswig-Holstein Christiane Schmaltz zum stellvertretenden Mitglied des Landesverfassungsgerichts. Ihre Amtszeit endet am 30. April 2032.

## Engagement
Die Juristin gehörte zu den Erstunterzeichnerinnen des Offenen Briefes an den Richterwahlausschuss: Faire Berücksichtigung von Frauen bei den Bundesrichterwahlen am 2. Juli 2020, den der Deutsche Juristinnenbund initiiert hatte.
Christiane Schmaltz ist Mitglied des Sprecherrats der Neuen Richtervereinigung, Landesverband Schleswig-Holstein.

## Veröffentlichungen
- Sterbehilfe, Rechtsvergleich Deutschland – USA (Europäische Hochschulschriften, Reihe 2 – Rechtswissenschaft, Band 3128). Lang, Frankfurt a. M. 2001, ISBN 3-631-37888-2 (Dissertation Georg-August-Universität Göttingen)
- Europäische Menschenrechtskonvention. Handkommentar. 4. Auflage. Nomos, Baden-Baden 2017, ISBN 978-3-8487-1076-8 (Mitautorin)
- Die deutsche Rechtsprechung und der EGMR: Kooperation oder Konfrontation? In: Sabine Leutheusser-Schnarrenberger (Hrsg.): Vom Recht auf Menschenwürde, 60 Jahre Europäische Menschenrechtskonvention. Mohr Siebeck Verlag, Tübingen 2013, ISBN 978-3-16-152628-2 (mit Renate Jaeger)
- Anmerkung zu Peter, Die „Flucht in die Nebentätigkeit“ …. Mitteilungen der deutschen Patentanwälte 2004, 504
- Hochschulerfindungen: Zuordnung und Vergütung in Deutschland, den Niederlanden, Frankreich, Großbritannien, den USA und Japan. In: Gewerblicher Rechtsschutz und Urheberrecht, 2004, S. 469–475 (mit Andreas von Falck; auch in englischer Sprache: University Inventions: Classification and Remuneration in Germany, the Netherlands, France, the UK, the U.S., and Japan. In: International Review of Intellectual Property and Competition Law (IIC), 36 (2005), S. 912–927)
- Patentverletzung und Betrug: Kollision von Strafrecht und Zivilprozessrecht bei der Auskunft und Rechnungslegung im Patentverletzungsstreit. In: Gewerblicher Rechtsschutz und Urheberrecht, 2006, S. 97–105 (mit Markus Kuczera)
- Menschenrechte auf dem Prüfstand. Abordnung an den Europäischen Gerichtshof für Menschenrechte. In: Deutsche Richterzeitung, 2010, S. 120–122
- Entscheidung von Arzthaftpflichtverfahren „innerhalb angemessener Frist“. In: Neue Juristische Wochenschrift, 2011, S. 13270–3273 (mit Hartmut Schneider)
- Straßburg – Karlsruhe: Abordnungen an die Kanzlei des Europäischen Gerichtshofs für Menschenrechte und an das Bundesverfassungsgericht – Ein Erfahrungsbericht. In: Betrifft Justiz, 2012, S. 1340–1345
- Die Große Kammer des Europäischen Gerichtshofs für Menschenrechte – eine Annäherung an Abgabe- und Verweisungspraxis. In: Europäische Grundrechte Zeitschrift, 2012, S. 1606–1616
- Stellenausschreibungen der Landesregierung verletzen nicht den verfassungsrechtlichen Gleichbehandlungsgrundsatz. In: Schleswig-Holsteinische Anzeigen, 2014, S. 1168–1169 (mit Kai Hamdorf)
- Rechtliches Gehör – Garant für den Zugang zum Recht? In: Kritische Justiz, 2016, Heft 3, S. 317–321